# Gefährlicher Eingriff in den Straßenverkehr
Beim gefährlichen Eingriff in den Straßenverkehr handelt es sich um einen Tatbestand des deutschen Strafrechts. Er ist im 28. Abschnitt des Besonderen Teils des Strafgesetzbuchs (StGB) in § 315b normiert. Dort zählt er zur Deliktsgruppe der Verkehrsstraftaten. § 315b StGB stellt es unter Strafe, in den Straßenverkehr einzugreifen und hierdurch Leib, Leben oder Eigentum Dritter zu gefährden. Für die Strafbarkeit genügt der Eintritt einer konkreten Gefährdungslage; ob es zu einer Schädigung eines der genannten Güter kommt, ist unerheblich. Damit handelt es sich um ein konkretes Gefährdungsdelikt. Anders als einige andere Verkehrsdelikte stellt § 315b StGB kein eigenhändiges Delikt dar, sodass er im Gegensatz zum benachbarten § 315c StGB auch in Mittäterschaft oder mittelbarer Täterschaft begangen werden kann.
Für den gefährlichen Eingriff in den Straßenverkehr kann grundsätzlich eine Freiheitsstrafe bis zu fünf Jahren oder eine Geldstrafe verhängt werden. Daher handelt es sich bei § 315b StGB um ein Vergehen. In qualifizierten Fällen ist allerdings eine Freiheitsstrafe bis zu zehn Jahren möglich. In der Strafverfolgungspraxis sind Fälle nach § 315b StGB vergleichsweise selten. 2023 kam es zu 946 Aburteilungen und 487 Verurteilungen.
In engem Zusammenhang mit § 315b StGB steht der Tatbestand der Gefährdung des Straßenverkehrs (§ 315c StGB). Dieser stellt ebenfalls gefährliches Verhalten im Straßenverkehr unter Strafe. Die Delikte unterscheiden sich voneinander durch ihren Anwendungsbereich: Während § 315c StGB gefährliches Verhalten von Verkehrsteilnehmern erfasst, ist § 315b StGB auf Gefährdungen durch andere Personen zugeschnitten. Fehlverhalten von Verkehrsteilnehmern unterfällt daher nur ausnahmsweise, unter den Voraussetzungen des verkehrsfeindlichen Inneneingriffs, dem § 315b StGB.

## Normierung und Schutzzweck
§ 315b StGB lautet seit seiner letzten Veränderung am 1. April 1998 wie folgt:
1. Anlagen oder Fahrzeuge zerstört, beschädigt oder beseitigt,
2. Hindernisse bereitet oder
3. einen ähnlichen, ebenso gefährlichen Eingriff vornimmt,
und dadurch Leib oder Leben eines anderen Menschen oder fremde Sachen von bedeutendem Wert gefährdet, wird mit Freiheitsstrafe bis zu fünf Jahren oder mit Geldstrafe bestraft.
(2) Der Versuch ist strafbar.
(3) Handelt der Täter unter den Voraussetzungen des § 315 Abs. 3, so ist die Strafe Freiheitsstrafe von einem Jahr bis zu zehn Jahren, in minder schweren Fällen Freiheitsstrafe von sechs Monaten bis zu fünf Jahren.
(4) Wer in den Fällen des Absatzes 1 die Gefahr fahrlässig verursacht, wird mit Freiheitsstrafe bis zu drei Jahren oder mit Geldstrafe bestraft.
Strittig ist, welche Rechtsgüter § 315b StGB schützen soll. Nach einer verbreiteten Auffassung, der auch der Bundesgerichtshof folgt, dient die Vorschrift ausschließlich dem Schutz der Straßenverkehrssicherheit. Diese Auffassung stützt sich auf eine Passage in den Gesetzgebungsmaterialien, die in diese Richtung deutet sowie auf die systematische Verortung der Norm im Abschnitt der gemeingefährlichen Delikte. Einige Autoren gehen demgegenüber davon aus, dass die Vorschrift zumindest auch dazu bestimmt ist, Leib, Leben und Eigentum des konkret Gefährdeten zu schützen. Dieser Streitstand ist insbesondere für die Frage von Bedeutung, ob das durch die Tat gefährdete Opfer in den gefährlichen Eingriff mit rechtfertigender Wirkung einwilligen kann. Schließlich setzt eine Einwilligung voraus, dass das durch den Tatbestand geschützte Rechtsgut zur Disposition des Einzelnen steht, was auf das Allgemeingut der Sicherheit des Straßenverkehrs nicht zutrifft. Sofern man demgegenüber Individualinteressen als geschützt ansieht, ist eine rechtfertigende Einwilligung bis zur Grenze der Sittenwidrigkeit (§ 228 StGB) möglich.
Der Tatbestand erfordert nicht, dass der Täter einen anderen durch seinen Eingriff schädigt. Es genügt zur Strafbarkeit, dass der Täter die konkrete Gefahr eines Schadens verursacht. Somit normiert § 315b StGB ein konkretes Gefährdungsdelikt.

## Entstehungsgeschichte
Bereits das RStGB von 1871 enthielt vereinzelte Bestimmungen zum Schutz der Sicherheit des Straßenverkehrs. So bedrohte § 305 RStGB, der Vorläufer des heutigen § 318 StGB, das Zerstören von Brücken, Dämmen oder Straßen mit einer Gefängnisstrafe von einem Monat bis zu fünf Jahren. § 321 RStGB sah eine höhere Strafandrohung vor, wenn der Täter durch das Zerstören eines solchen Objekts eine Gefahr für das Leben oder die Gesundheit Anderer herbeiführte. Im Übrigen wurden Verkehrsverstöße vorwiegend lediglich als Übertretungen geahndet. Zwischen den Weltkriegen wurden mehrere Entwürfe für ein umfangreicheres und strengeres Verkehrsstrafrecht erarbeitet, die durch die zunehmende Bedeutung des motorisierten Straßenverkehrs und damit einhergehend durch ein größeres Sicherheitsbedürfnis motiviert wurden. Der Gesetzgeber verfolgte diese Entwürfe jedoch nicht weiter.
Erst nach dem Zweiten Weltkrieg griff der bundesdeutsche Gesetzgeber die verbreitete Forderung nach einem stärkeren strafrechtlichen Schutz des Straßenverkehrs auf. Durch das Gesetz zur Sicherung des Straßenverkehrs schuf er mit Wirkung zum 19. Januar 1953 den neuen § 315a StGB. Dieser stellte ausgewählte verkehrsregelwidrige Verhaltensweisen unter Strafe, sofern sie vorsätzlich begangen wurden und zum Entstehen einer Gemeingefahr beitrugen. Anlass zur Reform gab die Einschätzung des Gesetzgebers, dass die Übertretungsstrafe dem hohen Unrechtsgehalt vorsätzlicher gemeingefährlicher Verkehrsstörungen nicht gerecht wurde. Die neue Vorschrift lautete:
1. Anlagen oder Beförderungsmittel beschädigt, zerstört oder beseitigt, Hindernisse bereitet oder einen ähnlichen Eingriff vornimmt,
2. ein Fahrzeug führt, obwohl er infolge des Genusses geistiger Getränke oder anderer berauschender Mittel nicht in der Lage ist, das Fahrzeug sicher zu führen,
3. ein Fahrzeug führt, obwohl er infolge geistiger oder körperlicher Mängel sich nicht sicher im Verkehr bewegen kann und keine Vorsorge getroffen ist, daß er andere nicht gefährdet, oder
4. in grob verkehrswidriger und rücksichtsloser Weise die Vorfahrt nicht beachtet, falsch überholt oder an unübersichtlichen Stellen, an Straßenkreuzungen oder -einmündungen zu schnell fährt
und dadurch eine Gemeingefahr (§ 315 Abs. 3) herbeiführt, wird mit Gefängnis bestraft.
(2) In den Fällen des Absatzes 1 Nummern 1 bis 3 ist der Versuch strafbar.
§ 315a Abs. 1 Nr. 1 StGB enthielt bereits die drei Begehungsvarianten, die der heutige § 315b StGB nennt. Die übrigen Modalitäten des § 315a Abs. 1 StGB finden sich mittlerweile in § 315c StGB. Das Höchstmaß der in Absatz 1 angedrohten Gefängnisstrafe betrug gemäß § 16 StGB fünf Jahre. 
Zur Aufspaltung des § 315a StGB in zwei eigenständige Tatbestände kam es durch das Zweite Gesetz zur Sicherung des Straßenverkehrs vom 26. November 1964. Dieses gliederte in Umsetzung einer Anregung aus dem Schrifttum § 315a Abs. 1 Nr. 1 StGB in den neu geschaffenen § 315b StGB aus, wohingegen die übrigen Begehungsformen des § 315a StGB im ebenfalls neuen § 315c StGB aufgingen. Mit der Aufspaltung wollte der Gesetzgeber das Fehlverhalten von Verkehrsteilnehmern, das von § 315a Abs. 1 Nr. 2–4 StGB erfasst wurde, strafrechtlich stärker von dem Fehlverhalten Verkehrsexterner (§ 315a Abs. 1 Nr. 1 StGB) abgrenzen. Der neu geschaffene § 315c StGB erfasste ausschließlich ersteres, § 315b StGB letzteres. In beide Tatbestände integrierte der Gesetzgeber Strafandrohungen für fahrlässiges Verhalten, die sich vorher in § 316 StGB fanden. Den bisherigen § 315a StGB gestaltete der Gesetzgeber zu einem neuen Tatbestand, dem Verbot der Gefährdung des Bahn-, Schiffs- und Luftverkehrs, um.
Seit seinem Inkrafttreten wurde § 315b StGB kaum überarbeitet. Zum 1. April 1970 wurden die Gefängnis- und Zuchthausstrafe wie in allen Tatbeständen durch die Freiheitsstrafe ersetzt. Das Einführungsgesetz zum Strafgesetzbuch vom 2. März 1974 und das sechste Strafrechtsreformgesetz vom 26. Januar 1998 nahmen lediglich redaktionelle Änderungen an § 315b StGB vor.

## Tatbestand

### Tatsituation
§ 315b StGB erfasst Verhaltensweisen, die sich gegen die Sicherheit des Straßenverkehrs richten und den dortigen Verkehr gefährden. Zum Straßenverkehr zählt wie auch im übrigen Verkehrsrecht der gesamte öffentliche, also einer nach allgemeinen Merkmalen bestimmten größeren Personengruppe offenstehende Verkehrsraum. Dies schließt insbesondere Straßen, Fußgängerzonen und Gehwege ein. Privatgrundstücke zählen zum öffentlichen Straßenverkehr, wenn sie frei zugänglich sind. Dies trifft etwa auf Parkhäuser und Tankstellengelände während der Öffnungszeiten zu. Ob Parkplätze zum öffentlichen Verkehrsraum zählen, richtet sich nach ihrer Widmung. Nichtöffentlich sind etwa die Parkflächen eines Hotels, die ausschließlich zur Benutzung durch Gäste bestimmt sind.
Den Hauptanwendungsfall des § 315b StGB bildet der Verkehr von Kraftfahrzeugen. Jedoch findet die Vorschrift auch auf den Verkehr von Fußgängern und Radfahrern Anwendung. § 315e StGB erstreckt den Anwendungsbereich der Norm zusätzlich auf Schienenfahrzeuge, die am Straßenverkehr teilnehmen.

### Tathandlungen

#### Differenzierung zwischen Innen- und Außeneingriffen
§ 315b Abs. 1 StGB benennt drei mögliche Tathandlungen, durch welche die Verkehrssicherheit gefährdet werden kann: das Zerstören, Beschädigen oder Beseitigen von Anlagen oder Fahrzeugen, das Bereiten von Hindernissen sowie das Vornehmen eines ähnlichen, ebenso gefährlichen Eingriffs in den Straßenverkehr. Gemeinsam ist diesen Handlungen, dass der Täter von außen auf den Verkehrsraum einwirkt. Für Fehlverhalten, das bei der Teilnahme am Straßenverkehr verübt wird, ist demgegenüber § 315c StGB als speziellere und abschließende Regelung vorrangig. Diese Privilegierungswirkung gilt vor allem für Fahrzeugführer, daneben aber auch für andere Verkehrsteilnehmer sowie für Beifahrer.
In Ausnahmefällen durchbrechen Rechtsprechung und Lehre allerdings die im Gesetz angelegte Beschränkung des § 315b StGB auf verkehrsfremde Eingriffe und subsumieren auch das Verhalten von Verkehrsteilnehmern unter diese Norm. Voraussetzung hierfür ist, dass der Täter einen Verkehrsvorgang in verkehrsfeindlicher Absicht zweckentfremdet, um Dritte zu gefährden. Diese Sichtweise stützt sich auf die Überlegung, dass eine Bestrafung von Fahrzeugführern aus § 315b StGB sachgerecht ist, wenn der Täter sein Verkehrsmittel derart missbraucht, dass er einem Verkehrsexternen, der von außen in den Verkehr eingreift, näher steht als einem Verkehrsteilnehmer. In solchen Fällen verberge sich unter dem Schein der Verkehrsteilnahme ein verkehrsfremdes Verhalten.
Zwar ist die Figur des verkehrsfeindlichen Inneneingriffs mittlerweile allgemein anerkannt, Streit besteht jedoch darüber, unter welchen Umständen das Verhalten von Verkehrsteilnehmern als verkehrsfeindliche Zweckentfremdung eines Verkehrsvorgangs angesehen werden kann. Die Rechtsprechung sah Verhaltensweisen, die äußerlich als Verkehrsteilnahme erschienen, ursprünglich nur in Fällen als tatbestandsmäßigen Eingriff an, in denen es sich um grobe Einwirkungen von einigem Gewicht handelte. Diesen objektiven Maßstab ergänzte sie später um einen subjektiven: Nunmehr fordert sie zusätzlich, dass der Täter mit bedingtem Schädigungsvorsatz handelt. Hiernach muss er den Willen haben, sein Fahrzeug als Waffe oder Schadenswerkzeug einzusetzen. Hieran fehlt es in Fällen, in denen der Täter den Regelverstoß schwerpunktmäßig begeht, um sich ungehindert fortzubewegen. Die Rechtsprechung begründet das im Gesetzeswortlaut nicht angelegte Vorsatzerfordernis damit, dass nur bei Vorliegen eines Schädigungsvorsatzes dem Täter vorgeworfen werden könne, einen Verkehrsvorgang in einem solchen Ausmaß zu missbrauchen, dass er einem Verkehrsexternen gleichgestellt werden kann. Nicht ausreichend sei insbesondere, dass dem Täter die Gefährlichkeit seines Verhaltens bewusst ist, weil dies nicht ausschließe, dass der Täter sein Verhalten schwerpunktmäßig auf den Zweck der Fortbewegung ausrichtet; ein solches Verhalten sei einzig nach § 315c StGB zu beurteilen. In der Rechtslehre sehen viele Autoren die Anforderung des Schädigungsvorsatzes kritisch: Zum einen harmoniere sie nicht mit dem Charakter des konkreten Gefährdungsdelikts, den § 315b StGB nach der Gesetzeskonzeption besitzt. Zum anderen sie zweifelhaft, ob sich vom Vorliegen des Schädigungsvorsatzes auf das Vorliegen einer verkehrsfeindlichen Absicht schließen lässt, da sich der Wille zur Schädigung und der Wille zur Fortbewegung nicht zwingend ausschließen. Schließlich in Gerichtsverfahren eine präzise Abgrenzung zwischen Gefährdungs- und Schädigungsvorsatz nur schwer zu leisten. Allerdings ist es dem Schrifttum bislang nicht gelungen, ein Alternativkonzept zu entwickeln, das eine stimmigere Abgrenzung zwischen dem Fehlern bei der Verkehrsteilnahme (§ 315c StGB) und Eingriffen in den Straßenverkehr (§ 315b StGB) bietet.

#### Zerstören, Beschädigen und Beseitigen von Anlagen oder Fahrzeugen
Die erste Begehungsform des § 315b Abs. 1 StGB ist erfüllt, wenn der Täter Anlagen oder Fahrzeuge zerstört, beschädigt oder beseitigt.
Als Anlagen gelten ortsfeste Einrichtungen, die dazu bestimmt sind, dem öffentlichen Straßenverkehr zu dienen. Dies trifft insbesondere auf Ampeln, Absperrungen und Verkehrszeichen zu. Auch Straßen einschließlich ihres Zubehörs, etwa Gullydeckel, zählen hierzu. Als Fahrzeuge kommen alle Fortbewegungsmittel in Betracht, die zur Beförderung von Personen oder Gütern bestimmt sind. Dies trifft insbesondere auf Pkw und Lkw zu, ferner auf Fahrräder und motorisierte Krankenfahrstühle.
Die Begriffe „Zerstören“, „Beschädigen“ und „Beseitigen“ beschreiben unterschiedliche Verhaltensweisen, welche die bestimmungsgemäße Brauchbarkeit einer Sache beeinträchtigen. Eine Beschädigung verübt etwa, wer den Bremsschlauch eines parkenden Fahrzeugs durchtrennt, Radmuttern löst, die Luft aus einem Autoreifen ablässt oder eine Ampel von der Stromversorgung abschneidet. Ein Beseitigen verübt beispielsweise, wer einen Gullydeckel stiehlt.

#### Bereiten von Hindernissen
Die zweite Begehungsform des § 315b Abs. 1 StGB erfasst das Bereiten von Hindernissen im Straßenverkehr. Hierunter fallen physische Einwirkungen auf den Verkehr, die dessen ungehinderten Fluss stören. Eine solche nimmt etwa vor, wer eine Absperrungen errichtet, Steine auf eine Autobahn wirft, einen anderen Menschen auf eine Straße stößt oder ein Fahrrad auf die Fahrbahn legt. Auch das Unterlassen des Beseitigens eines Hindernisses fällt unter den Tatbestand, wenn der Täter rechtlich verpflichtet ist, das Hindernis zu beseitigen. Eine solche Pflicht besteht beispielsweise für Fahrzeugführer, die Fracht oder Benzin auf einem Verkehrsweg verlieren.
Verkehrsteilnehmer bereiten ein tatbestandsmäßiges Hindernis, etwa indem sie ein anderes Fahrzeug ausbremsen, um dessen Fahrer zu einem bestimmten Verhalten zu nötigen oder um einen Auffahrunfall zu provozieren. Ein Hindernis bereitet ebenfalls, wer sein Fahrzeug nutzt, um einem anderen Fahrzeug den Weg abzuschneiden. Auch durch das gezielt verkehrsbehindernde Gehen über eine Fahrbahn wird ein Hindernis bereitet.

#### Vornehmen eines ähnlichen gefährlichen Eingriffs in den Straßenverkehr
Bei der dritten Begehungsform des § 315b Abs. 1 StGB handelt es sich um einen Auffangtatbestand, unter den sich Eingriffe subsumieren lassen, die ein ähnliches Gefährdungspotential besitzen wie das Einwirken auf Fahrzeuge und Anlagen oder das Bereiten von Hindernissen. Vereinzelt erhoben Rechtswissenschaftler Zweifel an der Verfassungsmäßigkeit dieser Tatbestandsvariante, insbesondere an ihrer Vereinbarkeit mit dem strafrechtlichen Bestimmtheitsgebot aus Art. 103 Abs. 2 GG. Die Rechtsprechung und die vorherrschende Auffassung in der Lehre halten die Norm jedoch für verfassungsmäßig, da durch den Verweis auf die anderen Tatmodalitäten hinreichend erkennbar sei, welche Verhaltensweisen der Gesetzgeber missbilligt.
Der Auffangtatbestand besitzt in Bezug auf Eingriffe von Außen eher geringe praktische Bedeutung, da sich die meisten gefährlichen Außeneingriffe bereits unter die anderen Varianten des § 315b StGB subsumieren lassen. Einen Außeneingriff im Sinne des § 315b Abs. 1 Nr. 3 StGB bejahte die Rechtsprechung beispielsweise in einem Fall, in dem der Täter einen Radfahrer von dessen Fahrrad riss. Ebenfalls als tatbestandsmäßig bewertete sie das Abgeben von Pistolenschüssen auf ein fahrendes Fahrzeug sowie das Werfen von Gegenständen auf ein solches.
Seine praktische Hauptbedeutung besitzt der Auffangtatbestand für verkehrsfeindliche Inneneingriffe von Verkehrsteilnehmern. Ein häufiges Anwendungsbeispiel hierfür bietet das gezielte Zufahren auf Personen. In solchen Fällen bejahte die Rechtsprechung früher in aller Regel die Tatbestandsmäßigkeit, da ein solches Verhalten ein Kraftfahrzeug in verkehrsfeindlicher Weise zum Bedrängen anderer zweckentfremdet wird. Dies galt auch in Fällen, in denen der Täter keine Kollision herbeiführen wollte. Durch die Einführung des Kriteriums des Schädigungsvorsatzes zwang der BGH zu einer differenzierteren Behandlung dieser Fälle. Das gezielte Zufahren auf andere Personen ist seitdem nicht mehr tatbestandsmäßig, wenn der Täter durch sein Verhalten primär die Flucht bezweckt und darauf vertraut, dass das Opfer ausweichen und sich nicht verletzen wird. Dementsprechend setzt die Verurteilung wegen gefährlichen Eingriffs seitdem voraus, dass dem Täter nachgewiesen werden kann, eine Verletzung des Opfers zumindest in Kauf genommen zu haben, was häufig nicht gelingt. Dies gilt insbesondere für Fälle, die sich durch eine besonders hohe Gefährlichkeit auch für den Täter auszeichnen, da diesem im Zweifel nicht unterstellt werden kann, sich selbst verletzen zu wollen; ein Rechtszustand, der in der Rechtswissenschaft teilweise als paradox angesehen wird. Weitere Anwendungsbeispiele für verkehrsfeindliche Inneneingriffe nach § 315b Abs. 1 Nr. 3 StGB bieten das gezielte Anfahren von Fußgängern, das absichtliche Rammen anderer Fahrzeuge und das Abschütteln von Personen, die sich am Fahrzeug festklammern. Eine Strafbarkeit nach § 315b Abs. 1 Nr. 3 StGB kommt ebenfalls in Fällen in Betracht, in denen ein Beifahrer ins Steuer greift oder die Handbremse zieht; allerdings fehlt es in solchen Fällen häufig an einer verkehrsfeindlichen Zweckentfremdung des Fahrzeugs, weil der Beifahrer häufig lediglich einen Verkehrsvorgang beeinflussen möchte.

### Gefahrerfolg
Der Gefahrerfolg des § 315b StGB unterteilt sich in zwei Akte. Zunächst muss der Täter durch sein Handeln eine abstrakte Gefahr für die Sicherheit des öffentlichen Straßenverkehrs schaffen, sich also in einer Weise verhalten, die bei abstrakter Betrachtungsweise Dritte schädigen kann. In einem zweiten Akt muss sich diese abstrakte Gefahr in einer konkreten Gefährdung von Leib, Leben oder Eigentum manifestieren. Diese zweiaktige Struktur schließt Fälle aus dem Anwendungsbereich des § 315b StGB aus, bei denen Tathandlung und konkrete Gefährdung in einem Akt zusammenfallen. Dies ist insbesondere bei § 315b Abs. 1 Nr. 1 StGB von Bedeutung: Das Beschädigen eines Fahrzeugs stellt lediglich in solchen Fällen einen gefährlichen Eingriff dar, in denen die Beschädigung zum Entstehen einer Gefahr führt.
Eine tatbestandsmäßige konkrete Gefährdung liegt vor, wenn es aus Sicht eines Dritten lediglich vom Zufall abhängt, ob die Situation zu einem Schadenseintritt an Leib, Leben oder fremden Eigentum führt; es bedarf also eines Beinahe-Unfalls. Ein solcher liegt beispielsweise vor, wenn der Täter auf eine andere Person zufährt, die den Zusammenstoß lediglich durch einen Sprung vermeiden kann. Notwendig ist ferner, dass die Gefährdung verkehrsspezifischer Natur ist, also aus den Fortbewegungskräften resultiert, die im Straßenverkehr typisch sind. Hieran fehlt es etwa, wenn der Täter auf ein neben ihm fahrendes Auto schießt, da das Geschehen in diesem Fall lediglich durch die Kräfte der Feuerwaffe geprägt ist. Gleiches gilt, wenn er Steine von einer Autobahnbrücke auf ein Autodach fallen lässt, um (nur) dieses zu beschädigen.
Aufgrund der hohen Strafandrohung des § 315b StGB gehen einige Stimmen davon aus, dass Gefährdungen des Leibes nur tatbestandsmäßig sind, wenn sie sich auf Verletzungen beziehen, welche die Qualität einer Körperverletzung (§ 223 StGB) erreichen. Sofern eine Eigentumsgefährdung vorliegt, muss diese eine fremde Sache von bedeutendem Wert betreffen. Als Untergrenzen werden in Rechtsprechung und Wissenschaft hierfür zwischen 750 € und 1.300 € veranschlagt. Das Tatfahrzeug kommt wegen seiner Eigenschaft als Tatmittel nicht als gefährdetes Objekt in Frage. Gleiches gilt für Tatbeteiligte, was insbesondere in Fällen von Bedeutung ist, in denen zwei Parteien gezielteinen Unfall herbeiführen, um einen Versicherungsbetrug zu begehen.
An einer tatbestandsmäßigen Gefährdung kann es fehlen, wenn sich zwei Personen einvernehmlich in Gefahr bringen. So lehnte die Rechtsprechung beispielsweise eine Strafbarkeit nach § 315b StGB in einem Fall ab, in dem zwei Personen absichtlich miteinander verunfallten, um ihre Versicherungen zu betrügen. Hierdurch gefährdeten die Beteiligten ausschließlich ihre Fahrzeuge und ihre körperliche Unversehrtheit. Hiermit waren sie allerdings einverstanden. Deswegen bestand keine Gefahr für die Straßenverkehrssicherheit.

### Vorsatz oder Fahrlässigkeit
Eine Strafbarkeit wegen gefährlichen Eingriffs setzt gemäß § 15 StGB grundsätzlich voraus, dass der Täter vorsätzlich hinsichtlich der Tathandlung und der konkreten Gefährdung handelt. Hierbei genügt Eventualvorsatz. Der Täter muss also billigend in Kauf nimmt, dass er die Tatbestandsmerkmale verwirklicht. Insbesondere muss er erkennen, dass er durch sein Verhalten eine konkrete Gefährdungslage herbeiführt.
Handelt der Täter lediglich in Bezug auf den verkehrsfremden Eingriff vorsätzlich, macht er sich nach § 315b Abs. 4 StGB strafbar, sofern ihm hinsichtlich der Gefahr Fahrlässigkeit vorzuwerfen ist. Fahrlässig handelt, wer mit dem Eintritt der Gefährdungslage hätte rechnen müssen.
Handelt der Täter weder hinsichtlich des Eingriffs noch der Gefährdung vorsätzlich, sondern lediglich fahrlässig, macht er sich nach § 315b Abs. 5 StGB strafbar. Dies trifft beispielsweise zu, wenn jemand eine Ampel fahrlässig unbrauchbar macht oder durch Unaufmerksamkeit ein sicherheitsrelevantes Bauteil eines Fahrzeugs fehlerhaft repariert.

## Versuch, Vollendung und Beendigung
Der Versuch der Vorsatz-Vorsatz-Kombination des gefährlichen Eingriffs in den Straßenverkehr ist gemäß § 315b Absatz 2 StGB strafbar. Eine Tat nach § 315b StGB erreicht das Versuchsstadium, wenn sich der Täter zur Tatbegehung entschließt und unmittelbar zur Herbeiführung des Gefährdungserfolgs ansetzt. Dies ist beispielsweise der Fall, wenn der Täter einen Gullydeckel von einer Straße entfernt. Nicht über das Versuchsstadium hinaus gelangt diese Tat, wenn Dritte den Eintritt der konkreten Gefahr verhindern oder wenn die Gefahr nicht verkehrsspezifischer Natur ist.
Vollendet ist die Tat mit dem Eintritt der konkreten Gefahr. Beendigung tritt ein, wenn die Gefahr beseitigt wird oder zu einem Schaden führt.

## Qualifikation
§ 315b Abs. 3 StGB enthält in Verbindung mit § 315 Abs. 3 Nr. 1 StGB eine Qualifikation des gefährlichen Eingriffs in den Straßenverkehr. Diese sieht eine erhöhte Strafandrohung vor, wenn der Täter den Eingriff in der Absicht vornimmt, einen Unglücksfall herbeizuführen oder eine andere Straftat zu ermöglichen oder zu verdecken. Ersteres kommt beispielsweise in Betracht, wenn der Täter ein Fahrzeug sabotiert, um einen Unfall herbeizuführen. Letzteres liegt etwa vor, wenn der Täter den Verkehrseingriff vornimmt, um einen Versicherungsbetrug zu begehen oder um unerkannt vor der Polizei zu fliehen.
Aus § 315b Abs. 3 iVm. § 315 Abs. 3 Nr. 2 StGB folgt ferner eine Erfolgsqualifikation. Diese verwirklicht, wer durch den gefährlichen Eingriff eine schwere Gesundheitsschädigung eines anderen Menschen oder eine Gesundheitsschädigung einer großen Zahl von Menschen verursacht. Da es sich um eine Erfolgsqualifikation handelt, kommt es für die Strafbarkeit nicht darauf an, ob der Täter den qualifizierenden Erfolg herbeiführen will. Gemäß § 18 StGB genügt insoweit Fahrlässigkeit.

## Prozessuales und Strafzumessung
Der Strafrahmen differenziert in hohem Maß nach der subjektiven Einstellung des Täters zur Tat. Die geringste Straferwartung besteht, wenn der Täter hinsichtlich des Eingriffs und hinsichtlich der Gefährdung fahrlässig handelt; in diesem Fall droht eine Freiheitsstrafe bis zu zwei Jahren oder eine Geldstrafe. Handelt der Täter sowohl in Bezug auf den Eingriff als auch in Bezug auf die Gefährdung vorsätzlich kann eine Freiheitsstrafe bis zu fünf Jahren oder eine Geldstrafe verhängt werden. Die höchste Straferwartung besteht in Fällen des Qualifikationstatbestands; dort drohen eine Freiheitsstrafe zwischen einem und zehn Jahren, weshalb die Qualifikation die Tat zum Verbrechen aufwertet.
§ 320 Abs. 2 StGB eröffnet dem Täter die Möglichkeit, Strafmilderung oder Strafbefreiung zu erlangen, indem er sich reuig zeigt. Das setzt voraus, dass er freiwillig die Gefahr abwendet, bevor ein erheblicher Schaden entsteht. Freiwillig handelt, wer sich frei von Zwang dazu entschließt, den Eintritt des Gefährdungserfolgs zu verhindern. Handelt der Täter lediglich fahrlässig hinsichtlich Tathandlung und Gefährdung, erlangt er mit der tätigen Reue nach § 320 Abs. 3 StGB zwingend Straffreiheit.
Die Tat wird als Offizialdelikt von Amts wegen verfolgt, sodass der Strafantrag eines Gefährdeten zur Strafverfolgung nicht erforderlich ist. Sobald das Delikt beendet ist, beginnt gemäß § 78a StGB die Verfolgungsverjährung. Die Verjährungsfrist des Grunddelikts beträgt aufgrund seines Strafrahmens nach § 78 Abs. 3 Nr. 4 StGB fünf Jahre. Die Erfolgsqualifikation verjährt aufgrund ihrer höheren Strafandrohung gemäß § 78 Abs. 3 Nr. 3 StGB nach zehn Jahren.
Sofern der Täter als Tatmittel ein Kraftfahrzeug einsetzt, kann dieses gemäß § 74 Abs. 1 StGB eingezogen werden. Nutzt der Täter ein Kraftfahrzeug als Waffe, kann darüber hinaus die Fahrerlaubnis des Täters nach § 69 StGB entzogen werden.

## Gesetzeskonkurrenzen
Werden im Zusammenhang mit einer Tat nach § 315b StGB weitere Delikte verwirklicht, stehen diese zu dem gefährlichen Eingriff in den Straßenverkehr in Gesetzeskonkurrenz.
Eine Tateinheit gemäß § 52 StGB kommt in Betracht, wenn der Täter durch den Eingriff eine Körperverletzung (§ 223 StGB), Tötung (§ 212 StGB) oder Sachbeschädigung (§ 303 StGB) verursacht. Bei verkehrsfremden Eingriffen können in Tateinheit zu § 315b StGB ferner Nötigungsdelikte stehen, etwa der Widerstand gegen Vollstreckungsbeamte (§ 113 StGB). Gleiches gilt für andere Verkehrsdelikte, beispielsweise die Gefährdung des Straßenverkehrs (§ 315c StGB) oder die Trunkenheit im Verkehr (§ 316 StGB). Sofern der Täter durch seine Tat einen Unfall verursacht, steht eine Unfallflucht (§ 142 StGB) regelmäßig in Tatmehrheit (§ 53 StGB) zur Tat nach § 315b StGB.

## Kriminologie
Das Bundeskriminalamt gibt jährlich eine Statistik über alle in Deutschland gemeldeten Straftaten heraus, die Polizeiliche Kriminalstatistik. Statistisch zählen gefährliche Eingriffe in den Straßenverkehr nicht zu den Verkehrsdelikten, sondern zu den sonstigen Straftaten nach StGB. Sie werden unter Schlüssel 670025 erfasst.
Aufgeführt wird § 315b StGB in der Strafverfolgungsstatistik, die Ab- und Verurteilungen wegen Straftaten erfasst. Hiernach kam es im Jahr 2023 zu 946 Aburteilungen und 487 Verurteilungen. 49 Verurteilungen erfolgten nach Jugendstrafrecht Zahlenmäßig tritt der Tatbestand damit deutlich hinter die Gefährdung des Straßenverkehrs und die Trunkenheit im Verkehr (§ 316 StGB) zurück. Seine Häufigkeit nimmt seit einigen Jahren ab. Als Ursache hierfür wird vermutet, dass die Rechtsprechung den Tatbestand zunehmend restriktiver auslegt, etwa mithilfe deren Figuren des verkehrsspezifischen Eingriffs und des Schädigungsvorsatzes. Darüber hinaus werden zahlreiche Ermittlungsverfahren von den Strafverfolgungsbehörden aus Opportunitätsgründen eingestellt. Sofern es allerdings zu einer Verurteilung nach § 315b StGB kommt, liegt die Höhe der verhängten Strafe im Durchschnitt deutlich über den Strafen, die für die übrigen Verkehrsdelikte verhängt werden. Als Ursachen hierfür werden zum einen der Verbrechenscharakter des häufig mitverwirklichte § 315b Abs. 3 StGB sowie die im Allgemeinen höhere Neigung der Tat zu einem gewalttätigen Verlauf genannt. Auch gehen Taten nach § 315b StGB häufig mit schweren Delikten einher. So dienen sie beispielsweise oft dazu, die Flucht des Täters vor der Polizei im Anschluss an ein solches Delikt zu ermöglichen.

## Verwandte Tatbestände

### Gefährliche Eingriffe in den Bahn-, Schiffs- und Luftverkehr, § 315 StGB
§ 315 StGB erfasst Eingriffe, die sich nicht gegen den Straßen-, sondern gegen den Bahn-, Schiffs- oder Luftverkehr richten. Strukturell und inhaltlich ähnelt er stark dem Tatbestand des § 315b StGB. Die Vorschrift dient dem Schutz der Sicherheit der genannten Verkehrsräume. Die Tathandlungen der Norm entsprechen zum Teil denen des § 315b StGB. Strafbar macht sich nach § 315 StGB, wer Anlagen oder Beförderungsmittel zerstört, beschädigt oder beseitigt, Hindernisse bereitet, falsche Zeichen oder Signale gibt oder einen ähnlichen, ebenso gefährlichen Eingriff vornimmt. Ferner setzt die Strafbarkeit voraus, dass es infolge der Täterhandlung zu einer konkreten Gefährdung von Leib, Leben oder einer Sache von bedeutendem Wert kommt. Im Unterschied zu § 315b StGB ist allerdings bereits für das Grunddelikt eine Freiheitsstrafe von bis zu zehn Jahren möglich, für die Qualifikation eine Freiheitsstrafe bis zu fünfzehn Jahren (vgl. § 38 StGB).
§ 315 StGB ist noch seltener Gegenstand von Gerichtsverfahren als § 315b. Für 2023 sind 300 Aburteilungen und 226 Verurteilungen zu verzeichnen.

### Gefährdung des Straßenverkehrs, § 315c StGB
§ 315c StGB erfasst gefährliches Verhalten, das von Verkehrsteilnehmern ausgeht. Die Norm stellt wie § 315b StGB ein konkretes Gefährdungsdelikt dar: Sie bestraft das Gefährden von Leib, Leben oder Eigentum durch das Führen eines Fahrzeugs im Zustand der Fahrunsicherheit oder durch grob verkehrswidriges Verhalten.